# لويس إسبينوزا
لويس إسبينوزا (بالإسبانية: Luis Espinosa)‏ هو دراج كولومبي، ولد في 17 نوفمبر 1967 في San Mateo, Boyacá ‏ في كولومبيا.

## وصلات خارجية
- لويس إسبينوزا على موقع أرشيف الدراجات (الإنجليزية)
- لويس إسبينوزا على موقع إحصائيات الدراجات الإحترافية (الإنجليزية)